# Seda Noorlander
Seda Noorlander (L'Aia, 22 maggio 1974) è un'ex tennista olandese.

## Carriera
In carriera ha vinto un titolo di doppio, la Copa Colsanitas nel 1999, in coppia con la greca Christína Papadáki. Nei tornei del Grande Slam ha ottenuto il suo miglior risultato a Wimbledon raggiungendo il terzo turno nel singolare nel 1999 e nel doppio misto nel 1998.
In Fed Cup ha disputato un totale di 11 partite, collezionando 9 vittorie e 2 sconfitte.

## Statistiche

### Singolare

#### Finali perse (1)
| Numero | Anno           | Torneo                  | Superficie | Avversaria in finale | Punteggio     |
| 1.     | 17 giugno 2001 | Tashkent Open, Tashkent | Cemento    | Bianka Lamade        | 3-6, 6-2, 2-6 |

### Doppio

#### Vittorie (1)
| Numero | Anno             | Torneo                  | Superficie  | Compagna           | Avversarie in finale        | Punteggio |
| 1.     | 21 febbraio 1999 | Copa Colsanitas, Bogotà | Terra rossa | Christína Papadáki | Laura Montalvo Paola Suárez | 6–4, 7-6  |

#### Finali perse (2)
| Numero | Anno           | Torneo                    | Superficie  | Compagna            | Avversarie in finale            | Punteggio |
| 1.     | 2 agosto 1998  | Orange Warsaw Open, Sopot | Terra rossa | Åsa Carlsson        | Květa Hrdličková Helena Vildová | 2-6, 4-6  |
| 2.     | 9 gennaio 1999 | ASB Classic, Auckland     | Cemento     | Marlene Weingärtner | Silvia Farina Barbara Schett    | 2-6, 6-7  |

### Risultati in progressione
| Sigla | Risultato               |
| ----- | ----------------------- |
| V     | Vincitore               |
| F     | Finalista               |
| SF    | Semifinalista           |
| O     | Oro olimpico            |
| A     | Argento olimpico        |
| SF    | Bronzo olimpico         |
| QF    | Quarti di Finale        |
| 4T    | Quarto turno            |
| 3T    | Terzo turno             |
| 2T    | Secondo turno           |
| 1T    | Primo turno             |
| RR    | Round Robin             |
| LQ    | Turno di qualificazione |
| A     | Assente                 |
| ND    | Non disputato           |

| Legenda superfici    |
| -------------------- |
| Cemento              |
| Terra battuta        |
| Erba                 |
| Superficie variabile |

#### Singolare nei tornei del Grande Slam
| Torneo          | 1998 | 1999 | 2000 | 2001 | 2002 | 2003 |
| --------------- | ---- | ---- | ---- | ---- | ---- | ---- |
| Australian Open | A    | 2T   | 1T   | A    | 1T   | A    |
| Open di Francia | A    | 1T   | 1T   | A    | 1T   | A    |
| Wimbledon       | 2T   | 3T   | 1T   | A    | 1T   | 1T   |
| US Open         | A    | 2T   | A    | A    | A    | A    |

#### Doppio nei tornei del Grande Slam
| Torneo          | 1996 | 1997 | 1998 | 1999 | 2000 | 2001 |
| --------------- | ---- | ---- | ---- | ---- | ---- | ---- |
| Australian Open | 1T   | 2T   | 2T   | 2T   | 1T   | 2T   |
| Open di Francia | A    | 1T   | 1T   | 2T   | 1T   | 1T   |
| Wimbledon       | A    | 2T   | 1T   | A    | 2T   | A    |
| US Open         | 2T   | 1T   | 2T   | 2T   | 1T   | A    |

#### Doppio misto nei tornei del Grande Slam
| Torneo          | 1998 |
| --------------- | ---- |
| Australian Open | A    |
| Open di Francia | A    |
| Wimbledon       | 3T   |
| US Open         | A    |